# Miles Franklin-díj
A Miles Franklin-díj (Miles Franklin Literary Award) egy irodalmi díj Ausztráliában, melyet évente adnak át a legjobb ausztrál kiadású olyan regénynek vagy drámának, mely az ausztrál élet valamelyik időszakát mutatja be. Miles Franklin (1879 – 1954), az ausztrál My Brilliant Career (1901) című klasszikus regény szerzője alapításával jött létre az irodalmi díj, aki földbirtokát végrendeletében eme díj létrehozására ajánlotta fel. 2006-tól kezdődően a díj értéke 42 000 ausztrál dollár.

## Díjazottak
- 2013 – Questions of Travel, Michelle de Kretser
- 2012 – All That I Am, Anna Funder
- 2011 – That Deadman Dance, Kim Scott
- 2010 – Truth, Peter Temple
- 2009 – Breath, Tim Winton
- 2008 – The Time We Have Taken, Steven Carroll
- 2007 – Carpentaria, Alexis Wright
- 2006 – The Ballad of Desmond Kale, Roger McDonald
- 2005 – The White Earth, Andrew McGahan
- 2004 – The Great Fire, Shirley Hazzard
- 2003 – Journey to the Stone Country, Alex Miller
- 2002 – Dirt Music, Tim Winton
- 2001 – Dark Palace, Frank Moorhouse
- 2000 – döntetlen
  - Drylands, Thea Astley
  - Benang, Kim Scott
- 1999 – Eucalyptus, Murray Bail
- 1998 – Jack Maggs, Peter Carey
- 1997 – The Glade within the Grove, David Foster
- 1996 – Highways to a War, Christopher Koch
- 1995 – The Hand That Signed the Paper, Helen Demidenko
- 1994 – The Grisly Wife, Rodney Hall
- 1993 – The Ancestor Game, Alex Miller
- 1992 – Cloudstreet, Tim Winton
- 1991 – The Great World, David Malouf
- 1990 – Oceana Fine, Tom Flood
- 1989 – Oscar and Lucinda, Peter Carey

1988 – A dátumot megváltoztatták: kiadás helyett a bejelentés éve számított.
- 1987 – Dancing on Coral, Glenda Adams
- 1986 – The Well, Elizabeth Jolley
- 1985 – The Doubleman, Christopher Koch
- 1984 – Shallows, Tim Winton
- 1983 – Nem adtak át díjat.
- 1982 – Just Relations, Rodney Hall
- 1981 – Bliss, Peter Carey
- 1980 – The Impersonators, Jessica Anderson
- 1979 – A Woman of the Future, David Ireland
- 1978 – Tirra Lirra by the River, Jessica Anderson
- 1977 – Swords and Crowns and Rings, Ruth Park
- 1976 – The Glass Canoe, David Ireland
- 1975 – Poor Fellow My Country, Xavier Herbert
- 1974 – The Mango Tree, Ronald McKie
- 1973 – Nem adtak át díjat.
- 1972 – Acolyte, Thea Astley
- 1971 – The Unknown Industrial Prisoner, David Ireland
- 1970 – A Horse of Air, Dal Stivens
- 1969 – Clean Straw for Nothing, George Johnston
- 1968 – Three Cheers for the Paraclete, Thomas Keneally
- 1967 – Bring Larks and Heroes, Thomas Keneally
- 1966 – Trap, Peter Mathers
- 1965 – The Slow Natives, Thea Astley
- 1964 – My Brother Jack, George Johnston
- 1963 – Careful, He Might Hear You, Sumner Locke Elliott
- 1962 – döntetlen
  - The Well Dressed Explorer, Thea Astley
  - The Cupboard Under the Stairs, George Turner
- 1961 – Riders in the Chariot, Patrick White
- 1960 – The Irishman, Elizabeth O'Conner
- 1959 – The Big Fellow, Vance Palmer
- 1958 – To the Islands, Randolph Stow
- 1957 – Voss, Patrick White

## Külső hivatkozások
- Díjazottak részletes listája